# Mikołaj Mavrocordat
Mikołaj Mavrocordat (rum. Nicolae Mavrocordat; ur. 3 maja 1680, zm. 3 września 1730) – hospodar Mołdawii w latach 1709–1710 i 1711–1716, jako Mikołaj I, oraz hospodar Wołoszczyzny, w latach 1715–1716 i 1719–1730, jako Mikołaj III, z rodu Mavrocordat.

## Biografia
Pierwszy z Mavrocordatów, który sięgnął po trony hospodarskie Mołdawii i Wołoszczyzny - zapoczątkował tym samym w epoce obu księstw rumuńskich erę fanariotów. Był synem Aleksandra Mavrocordata, wysokiego urzędnika Imperium Osmańskiego, który sam dążył do objęcia tronów rumuńskich. Mikołaj, przed objęciem tronów, pełnił funkcję tłumacza na dworze sułtańskim.
W 1709 został osadzony przez sułtana na tronie mołdawskim - po zwycięstwie Rosjan nad Szwedami pod Połtawą sułtan usunął hospodara Michała Racoviță, który utrzymywał bliskie kontakty z carem Piotrem Wielkim. Odsunięty w 1710 już w 1711 powrócił na tron mołdawski - rządzący w latach 1710–1711 Dymitr Cantemir sprzymierzył się z Rosją i oddał Mołdawię pod jej zwierzchnictwo, co było bezpośrednim powodem wojny rosyjsko-tureckiej, w której jednak Piotr Wielki został przez Turków pokonany i musiał odstąpić z Mołdawii.
W 1715, po odsunięciu dwóch kolejnych hospodarów wołoskich, Konstantyna Brâncoveanu i Stefana Cantacuzino (obaj zostali ścięci w Konstantynopolu wraz ze swoimi najbliższymi krewnymi), Ahmed III oddał Mikołajowi tron wołoski. W 1716 wybuchła wojna austriacko-turecka - po początkowych sukcesach Austriaków, których wsparła część bojarów wołoskich z rodem Cantacuzino na czele, Mikołaj zmuszony był uciec za Dunaj, zdołał jednak szybko powrócić do kraju, karząc śmiercią za zdradę m.in. metropolitę ungro-wołoskiego Antyma. Wkrótce jednak w Bukareszcie doszło do rozruchów antygreckich, a sam Mikołaj dostał się w ręce Austriaków. W tej sytuacji sułtan oddał trony hospodarskie innym osobom, w tym wołoski bratu Mikołaja, Janowi Mavrocordatowi. Wojna skończyła się w 1718, od Wołoszczyzny została wówczas oderwana Oltenia, przekazana Austriakom. Mikołaj został zwolniony z niewoli i w 1719 powrócił na tron wołoski, który piastował aż do swej śmierci w 1730.
Spośród synów Mikołaja dwóch po jego śmierci obejmowało trony hospodarskie Mołdawii i Wołoszczyzny - Konstantyn i Jan.
Fundator jednego z największych klasztorów w Europie Południowo-Wschodniej - monasteru Văcărești w Bukareszcie, wzniesionego w latach 1716–1730 i zburzonego w 1986.